# 클루브 블루밍
클루브 블루밍(Club Blooming)은 볼리비아 산타크루스데라시에라를 연고로 하는 축구 클럽이다. 이 팀은 1946년 5월 1일에 창단 되었으며 현재는 리가 데 풋볼 프로페시오날 볼리비아노에 참가하고 있다.
한국 기업 기아의 스폰을 받고 있다.

## 선수 명단

### 현역
참고: FIFA 자격 규정에 따라 소속된 국가대표팀 국기를 표시합니다. 선수는 복수의 FIFA 비회원국 국적을 가지고 있을 수 있습니다.
| 번호 | 포지션 | 국적     | 이름                 |
| ---- | ------ | -------- | -------------------- |
| 17   | FW     | 볼리비아 | 후안 카를로스 아르세 |

| 번호 | 포지션 | 국적 | 이름 |
| ---- | ------ | ---- | ---- |

## 역대 감독
| 감독              | 임기      |
| ----------------- | --------- |
| 라미로 블라쿠트   | 1982      |
| 라미로 블라쿠트   | 1985~1986 |
| 라미로 블라쿠트   | 1990      |
| 라미로 블라쿠트   | 1992      |
| 마리오 켐페스     | 2000      |
| 에르윈 산체스     | 2015      |
| 쥬스틴 캄포스     | 2017~2018 |
| 에르윈 산체스     | 2018~2020 |
| 카를로스 부스토스 | 2023~2024 |

틀:클루브 블루밍 선수 명단